# Blanche Monnier
Blanche Monnier (wym. /blɑ̃ʃ mɔnje/; ur. 1 marca 1849, zm. 13 października 1913 w Paryżu), znana we Francji jako la Séquestrée de Poitiers (fr. Uwięziona z Poitiers) – francuska kobieta z miejscowości Poitiers we Francji, która przez 25 lat była potajemnie przetrzymywana w małym pokoju przez swoją matkę. Przez cały okres niewoli nie widziała światła słonecznego.

## Życiorys
W wieku 25 lat Blanche Monnier zapragnęła poślubić prawnika, który nie przypadł do gustu jej matce, Louise Monnier. Chcąc uniemożliwić córce małżeństwo, matka zamknęła ją w niewielkim pokoju, gdzie przetrzymywała ją w zamknięciu przez 25 lat. W 1885 prawnik zmarł. 23 maja 1901 prokurator generalny w Paryżu otrzymał anonimowy list, w którym informowano o uwięzieniu Blanche Monnier. Policja ocaliła kobietę, która w momencie przybycia funkcjonariuszy na miejsce ważyła zaledwie 25 kg i poważnie chorowała na serce.
Louise Monnier została aresztowana, jednak nie doczekała procesu sądowego, bo zmarła nagle 15 dni po aresztowaniu. Jej brat, Marcel Monnier, pojawił się w sądzie i początkowo został skazany, lecz później został uniewinniony w postępowaniu odwoławczym. Marcel Monnier był upośledzony umysłowo i sędziowie, pomimo krytyki jego czynów, nie mogli go skazać, ponieważ w ówczesnym kodeksie karnym nie istniał „obowiązek udzielenia pomocy”.
Po uwolnieniu przez policję Blanche Monnier wciąż cierpiała na problemy psychiczne, które wkrótce doprowadziły do umieszczenia jej w szpitalu psychiatrycznym, zdiagnozowano u niej różne zaburzenia, m.in. jadłowstręt psychiczny, schizofrenię, ekshibicjonizm i koprofilię. To wkrótce doprowadziło do jej przyjęcia do szpitala psychiatrycznego w Blois, gdzie zmarła 13 października 1913 roku w pozornym zapomnieniu.

## Odniesienia w kulturze
W 1930 francuski pisarz André Gide wydał książkę pt.La Séquestrée de Poitiers, w której przedstawił historię Blanche, zmieniając nieznacznie kilka faktów, zachowując jednak imiona i nazwiska głównych postaci.